# Henry: Portrait of a Serial Killer
Henry: Portrait of a Serial Killer, conocida como Henry: retrato de un asesino en español, es una película de terror estadounidense de 1986, dirigida por John McNaughton.

## Argumento
Henry es un hombre aparentemente normal que, no obstante, es el autor de una encarnizada espiral de asesinatos de mujeres. Él y su compañero Otis reciben la visita de Becky, la hermana del último, que se hospeda en la casa durante un tiempo para huir de su fallido matrimonio y su oscuro pasado. Pronto, la desesperada Becky se encariña del protagonista, pero este es incapaz de corresponder su amor. Paralelamente, Otis se une a las masacres de Henry llegando a filmar los asesinatos en vídeo para su propia excitación. El destino del trío de personajes, como es natural, estará abocado a la fatalidad.

## Reparto
| Actor                | Personaje                                        | Notas                            |
| -------------------- | ------------------------------------------------ | -------------------------------- |
| Mary Demas           | Mujer muerta / prostituta muerta / prostituta #1 |                                  |
| Michael Rooker       | Henry                                            |                                  |
| Anne Bartoletti      | Mesera                                           |                                  |
| Elizabeth Kaden      | Pareja muerta - esposa                           |                                  |
| Ted Kaden            | Pareja muerta - esposo                           |                                  |
| Denise Sullivan      | Mujer flotando                                   |                                  |
| Anita Ores           | Comprador de mall #1                             |                                  |
| Megan Ores           | Comprador de mall #2                             |                                  |
| Cheri Jones          | Comprador de mall #3                             |                                  |
| Monica Anne O'Malley | Víctima de mall                                  |                                  |
| Bruce Quist          | Esposo                                           |                                  |
| Erzsebet Sziky       | Hitchiker                                        |                                  |
| Tracy Arnold         | Becky                                            |                                  |
| Tom Towles           | Otis                                             |                                  |
| David Katz           | Jefe de Henry                                    |                                  |
| John Scafidi         | Niño con football #1                             |                                  |
| Benjamin Passman     | Niño con football #2                             | Acreditado como Benjamen Passman |
| Flo Spink            | Mujer en Cadillac                                |                                  |
| Kurt Naebig          | Jock de secundaria                               |                                  |
| Kristin Finger       | Prostituta #2                                    |                                  |
| Lily Monkus          | Mujer en salón de belleza                        |                                  |
| Ray Atherton         | Fence                                            |                                  |
| Eric Young           | Oficial de libertad condicional                  |                                  |
| Rick Paul            | Víctima baleada                                  |                                  |
| Peter Van Wagner     | Bum #1                                           |                                  |
| Tom McKearn          | Bum #2                                           |                                  |
| Frank Coronado       | Bum #3 (as Frank Coranado)                       |                                  |
| Lisa Temple          | Familia asesinada - esposa                       |                                  |
| Brian Graham         | Familia asesinada - esposo                       |                                  |
| Sean Ores            | Familia asesinada - hijo                         |                                  |
| Pamela Fox           | Peluquera                                        |                                  |
| Waleed B. Ali        | Espleado de tienda                               |                                  |
| Donna Dunlap         | Cuidador de perros                               |                                  |
| Augie the Dog        | Delores                                          |                                  |

## Producción
Henry: Portrait of a Serial Killer fue filmada en 16mm en sólo 28 días por $110.000. Durante la filmación se emplearon familiares y amigos para reducir costos, e incluso se llegaron a utilizar posesiones pertenecientes a los actores. Por ejemplo, la pareja muerta en el bar del inicio de la película son los padres del mejor amigo del director John McNaughton, además que fue el lugar donde alguna vez trabajó McNaughton. La actriz María Dimas, una amiga cercana de McNaughton, interpretó a tres víctimas de asesinato diferentes: la mujer en la zanja en la escena de apertura, la mujer con la botella en la boca en el baño y la primera de las dos prostitutas asesinadas.

## Controversia

### Censura
Aunque la película se hizo en 1986, no fue lanzada hasta 1990 debido a los múltiples desacuerdos con la MPAA sobre el contenido violento de la película, en parte que los productores ejecutivos no sabían como comercializarla, y porque no pensaban que fuera una muy buena película. La película recibió una clasificación X por la MPAA, pero en última instancia, fue lanzada en los Estados Unidos sin clasificación. En la reseña de Roger Ebert de la película, él escribió que la MPAA le dijo a los cineastas que ninguna posible combinación de ediciones habrían hecho que su película calificara para una clasificación R, que indica que la cuestión de valoraciones no simplemente implica violencia gráfica.

### Reino Unido
En el Reino Unido, la película ha tenido una relación  larga y compleja con la  BBFC. En 1990, el  distribuidor eléctrico de las imágenes presentadas la película para la clasificación con 38 segundos ya  retirado (la bandeja  en la habitación del hotel y  en el cuarto de baño, dejando a la mujer semi-desnuda  en el baño con una botella rota  pegado en la boca).  Fotos eléctrica había realizado  él mismo esta edición sin la aprobación del director John McNaughton, ya  que temía que era una imagen extrema tan temprano en  la película, que a su vez, el consejo en contra de ellos. La película se clasificó  18 para su presentación en salas en abril de 1991, pero solo si 24 segundos fueron cortadas de la escena de la masacre de la familia (que afecta principalmente a los disparos que  Otis palpa los senos de la madre, tanto antes de matarla y después de su muerte).  El tiempo total de corte de la película:62  segundos.

### En otros países
En 2001, Universal Home Entertainment presentó una  versión completa sin cortes  de la película para la clasificación  para el lanzamiento del VHS. Así, la BBFC ha renunciado a los cuatro segundos corte del  asesinato del vendedor de la televisión, y 61 de  los 71 segundos de la escena de la masacre de la familia (que se negó a reincorporar a los 10 segundos de la escena en la que Otis molesta a la madre después de que ella  está muerta). Además, se aprobó en parte la  toma 38 segundos de la  mujer muerta en el baño,  pero exigió que en los últimos 17 segundos de la inyección se eliminara. Sobre la base de esto, Universal decidió suprimir  por completo el tiro. El tiempo total de corte de la película fue de 48 segundos.
En 2003, Optimum Releasing volvió a presentar una versión totalmente sin cortes de la película para la clasificación para el lanzamiento del VHS. En febrero de 2003, el BBFC pasa la película sin cortar por completo, y en marzo de 2003, la versión sin cortes de la película fue lanzada oficialmente en el Reino Unido por primera vez.
La película está clasificada R18 en Nueva Zelanda dado que contiene violencia fuerte.

## Lanzamiento en DVD
En el Reino Unido, la película fue lanzado por primera vez en su forma sin cortar en 2003 por Optimum Releasing. El DVD contiene  un comentario del director John McNaughton (grabado en 1999), una línea de tiempo, la censura, las comparaciones de las escenas  editadas por la BBFC con su estado original, sin cortes,  dos entrevistas con McNaughton (uno del año 1999, uno de 2003), una  galería de imágenes fijas y una biografía de Henry Lee Lucas.

## Secuela
- Henry, retrato de un asesino 2 - 1995

## Curiosidades
- Esta película se basa en el verdadero asesino en serie Henry Lee Lucas.
- La película fue programada originalmente para los cines en 1986, pero los censores estadounidenses prohibieron las pantallas hasta 1990 debido a su violencia muy gráfica. Pero se convirtió en un culto más tarde con su realismo y autenticidad.
- El grupo de América Fantomas Avant-garde metal ha hecho una canción en el álbum The Director's Cut (2001).
- En la película Querido diario (1993) aparecen en una sala de cine escenas de la película, además de un cartel promocional en italiano.